# Suregada humbertii
Suregada humbertii là một loài thực vật có hoa trong họ Đại kích. Loài này được (Leandri) Radcl.-Sm. miêu tả khoa học đầu tiên năm 1991.